# Georg Clementi
Georg Clementi (* 21. Juli 1969 in Bozen, Südtirol) ist ein italienischer Theaterschauspieler, Theaterregisseur und Liedermacher.

## Leben
Clementi begann in seiner Jugend eigene Lieder zu komponieren. Im Alter von 16 Jahren gab er erste Konzerte und es folgten Auftritte im Fernsehen auf den Sendern ZDF, BR und ORF. Mit 19 Jahren veröffentlichte er seine erste CD. 1991 begann er ein Schauspielstudium an der Universität Innsbruck. Danach war der Südtiroler fünf Jahre lang festes Mitglied im Ensemble des Salzburger Landestheaters. Von 1995 bis 2015 war er Ensemblemitglied der Komödienspiele Porcia. Seit 2016 ist er Leiter des Salzburger Straßentheaters
Ab April 2000 hatte Clementi für 18 Monate eine eigene Radio-Talkshow, Quatschradio mit Georg Clementi, auf Radio Salzburg. 2014 hatte er eine Besetzung in dem Kurzfilm Perlmutter, der auf dem Filmfestival Max Ophüls Preis uraufgeführt wurde.
Am 20. März 2014 erschien das Album Zeitlieder. Es folgten Zeitlieder 2 im selben Jahr sowie im Jahre 2017 die Zeitlieder 3. 2015 trat er bei Songs an einem Sommerabend auf.
Seit Februar 2025 steht er im Musical Skiverliebt im Salzburger Landestheater auf der Bühne.

## Privates
Er ist mit der Schauspielerin Anja Clementi verheiratet.

## Auszeichnungen
2001 war Clementi für den Deutschen Chansonpreis Zarah nominiert. 2012 gewann Clementi den Troubadour-Wettbewerb. Ein Jahr zuvor erreichte er gemeinsam mit der Band Die Kaktusblüten Platz 2. 2019 beteiligte sich Clementi am Wettbewerb beim Liederfest „Hoyschrecke“ und gewann den Publikumspreis.
- 2011: 2. Platz Troubadour (gemeinsam mit Die Kaktusblüten)
- 2012: 1. Platz Troubadour
- 2012: Silber Potsdamer Chansonfestival

## Diskografie (Auswahl)
- 2014: Zeitlieder (Sowiesound, Erstveröffentlichung 20. März 2014)
- 2014: Zeitlieder 2 (Sowiesound, Erstveröffentlichung 28. August 2014)
- 2017: Zeitlieder 3 (Sowiesound, Erstveröffentlichung 1. November 2017)

## Filmografie
- 2014: Perlmutter (Kurzfilm)